# Natrijev selenit
Natrijev selenit je anorganska spojina s formulo Na2SeO3. Je brezbarvna trdnina. Pentahidrat (Na2SeO3•5H2O) je najpogostejša selenova vodotopna spojina.

## Priprava in osnovne reakcije
Natrijev selenit se običajno pripravlja z reakcijo selenovega dioksida z natrijevim hidroksidom:
SeO2 + 2NaOH → Na2SeO3 + H2O
Iz vode izkristalizira kot pentahidrat, ki po segrevanju na 40 °C. preide v brezvodno sol.
Natrijev selenit se obnaša podobno kot sorodni natrijev sulfit. Anion SeO2−
3 ima obliko tristrane piramide. Z oksidacijo preide v natrijev selenat.

## Uporaba
Natrijev selenit in sorodna barijev in cinkov selenit se uporablja predvsem v proizvodnji brezbarvnega stekla, ker z  rožnato barvo izniči zeleno barvo, ki jo povzročajo železove nečistoče.
Selen je esencialni element, zato je natrijev selenit sestavina nekaterih prehranskih dopolnil.

## Varnost
Selen v večjih odmerkih je strupen. Kronični toksični odmerek za človeka je približno 2,4 do 3 miligrame na dan.